# ماني أودين
ماني أودين (بالإنجليزية: Manny Oudin) هو لاعب كرة قدم ومدرب كرة قدم أمريكي في مركز الدفاع، ولد في 20 مارس 1968 في فرنسا. لعب مع ريدينغ يونايتد إيسي.